# Панк-зин
Панк-зин (также, панкзин англ. punk zine) — это журнал, посвящённый  субкультурам панка или хардкора. Как правило, такое издание имеет примитивную вёрстку и производится в кустарных условиях, самостоятельно. В панк-зинах публикуется панк-литература, которая включает в себя эссе «на злобу дня», панк-поэзию, новости, сплетни, музыкальные обзоры и статьи о панк-группах или региональных панк-сценах. Основополагающее влияние на развитие андеграундного самиздата оказала популярная в панк-сообществе идеология «Сделай сам» (DIY). Считается, что термин панк-зин был придуман участниками британской анархо-панк-сцены, в частности, писателями, которые возражали против коннотации слова фэнзин, считая, что первая его часть подразумевает под собой рабскую канонизацию музыкантов и беспрекословное признание селебрити-культуры.
Панк-зины были вдохновлены рок-фэнзинами начала 1970-х годов, на появление которых, в свою очередь, повлияли фанфики любителей научной фантастики, которое также имело сплочённое сообщество поклонников. Пожалуй, наиболее влиятельным из фэнзинов, перешедших из освещения жанра фантастики к тематике рока, а позже к панк-року и музыке новой волны, был журнал Грега Шоу Who Put the Bomp, основанный в 1970 году.
Одним из ранних панк-зинов был журнал Punk, основанный в Нью-Йорке Джон Холмстромом, Гедом Данном и Легсом Макнилом. Издание, чей дебют состоялся в январе 1976 года, освещало раннюю андеграундную сцену Нью-Йорка и способствовало формированию ассоциации слова «панк» с её представителями, в первую очередь с группой Ramones. Среди других американских панк-зинов того времени, фигурировали такие издания, как включали Search & Destroy (позже RE/Search), Flipside и Slash.
В свою очередь, первым британским панк-зином считается журнал Sniffin' Glue, основанный Марком Перри, который позже (в 1976 году) основал группу Alternative TV. Перри выпустил первый номер Sniffin' Glue, распечатанный на копировальном аппарате, под впечатлением от лондонского концерта группы Ramones, состоявшегося 4 июля 1976 года в клубе The Roundhouse. В последующие годы, панк-зины выпускались во многих европейских странах. Так, первый ирландский журнал подобного рода, был издан в марте 1977 года.
В Австралии, в 1977 году, вдохновлённые творчеством коллективов The Saints и Radio Birdman, Брюс Милн и Клинтон Уолкер основали свои первые панк-зины — Plastered Press и Suicide Alley соответственно, после чего организовали совместный проект — журнал под названием Pulp; в 1980 году Милн стал создателем зина Fast Forward, который публиковался на компакт-кассетах.
Наиболее заметными панк-зинами 1980-х были: посвящённый анархизму Profane Existence и Maximum RocknRoll, с более политическим содержанием. К тому времени, большинство локальных панк-сцен имели по крайней мере один панк-зин. В начале 1980-х появился журнал Factsheet Five, где публиковали хронику более пяти тысяч андегрундных зинов выпускавшихся в 1980-е и 1990-е годы, что сделало его, в своём роде, уникальным справочником панк-самиздата.
В 1980-х панк-зин-движение стабильно расширялось, благодаря появлению множества смежных жанров. Например, сформировались такие музыкальные направления, как стрит-панк и хардкор. Помимо музыки, многие зины были посвящены вопросам борьбы за индивидуальные права человека, например среди представителей ЛГБТ-движения (участниками которого создали отдельное движение — квиркор), и публиковали темы посвящённые социальным изменениям в обществе, что подчёркивало первоначальную протестную позицию панк-рока. С появлением интернета, темы обсуждаемые в зинах зачастую перерастали в дискуссии на форумах и в чатах, где читатели могли поделиться своим мнением. Одним из самых известных зинов субкультуры квиркор был журнал J.D.s (аббревиатура переводилась как «Для малолетних преступников»), созданный Дж. Б. Джонсом и Брюсом ЛаБрюсом в Торонто. Художественный стиль издания напоминал газетные врезки, а его тематика была посвящена обсуждениям и диалогам по поводу фриковости внутри панк-сообщества, так же на его страницах выступали с манифестами люди, считающие себя «не такими как все». Другими изданиями, посвящёнными проблемам ЛГБТ-движения были: Chainsaw, Outpunk и Homocore. Впоследствии квиркор-зины оказали сильное влияние на появление журналов феминисткой субкультуры Riot Grrrl.
Движение Riot Grrrl являлось одним из ответвлений панк-сцены и было сформировано в США, издания этой субкультуры выпускались женщинами и затрагивали феминистические вопросы. Впоследствии, эти журналы оказали мощное влияние на всю культуру фэнзинов в целом, так как их авторы призывали заниматься женщин творчеством — в частности, музыкой и самиздатом, культурными направлениям в которых традиционно доминировали мужчины. Освещая политические вопросы и социальные проблемы с личной точки зрения, в частности: гражданский активизм, социальные изменения, образ тела, сексуальность, расизм и жестокое обращение с женщинами, эти журналы обрели популярность и заняли свою нишу среди андеграундного панк-сообщества. Формат riot grrrl-зинов был похож на формат квиркор-зинов, поскольку он представлял собой вёрстку составленную из многочисленных газетных вырезок и содержал множество коллажей с изображениями. Наиболее известными зинами этого направления были: Bikini Kill (созданный одноимённой группой), Girl Germs и Jigsaw, которые пропагандировали идею о том, что женщины могут виртуозно исполнять музыку и чувствовать себя уверенно.

## Список панк-зинов
- Absolutely Zippo
- Artcore
- Black Market Magazine
- Chainsaw
- Cometbus
- Flipside
- Gadgie
- Girl Germs
- HeartattaCk
- Homocore
- Jamming
- J.D.s
- Kill Your Pet Puppy
- Lights Go Out
- Lobotomy
- Maximum RocknRoll
- New York Rocker
- No Cure
- Outpunk
- Pork
- Profane Existence
- Punk Magazine
- Rancid News
- Razorcake
- RE/Search
- Slash
- Slug and Lettuce
- Sluggo!
- Sniffin' Glue
- Spuno
- Substitute
- Suburban Voice
- Suburban Rebels
- TNSrecords Fanzine
- Touch and Go